# 阿圖雷斯市

阿圖雷斯市（西班牙語：Municipio Atures），是委內瑞拉的一個市，位於該國南部亞馬遜州，首府設於阿亞庫喬港，始建於1992年，面積7,302平方公里，海拔高度1,901米，2011年人口104,294，人口密度為每平方公里14.28人。